# Aciculella
Aciculella es un género de foraminífero bentónico de la subfamilia Jaculellinae, de la familia Hippocrepinidae, de la superfamilia Hippocrepinoidea, del suborden Hippocrepinina y del orden Astrorhizida. Su especie tipo es Aciculina parva. Su rango cronoestratigráfico abarca el Senoniense superior (Cretácico superior).

## Discusión
Clasificaciones incluían Aciculella en la subfamilia Hippocrepininae, así como en el suborden Textulariina del orden Textulariida.

## Clasificación
Aciculella incluye a la siguiente especie:
- Aciculella parva